# Les Sorcières de Zugarramurdi
Pour plus de détails, voir Fiche technique et Distribution.
Les Sorcières de Zugarramurdi (titre original : Las brujas de Zugarramurdi) est une comédie horrifique franco-espagnole écrite et réalisée par Álex de la Iglesia et sortie en 2013.

## Synopsis
En plein jour, un groupe d’hommes braque un magasin d’or de la Puerta del Sol à Madrid. José, père divorcé en plein conflit avec son ex-femme, Tony, son complice, sex-symbol malgré lui, Manuel, chauffeur de taxi embarqué contre son gré dans l’aventure, et Sergio, le fils de José, partent en cavale. Objectif : atteindre la France en échappant à la police… Mais arrivé près de la frontière française, dans le village millénaire de Zugarramurdi, le groupe va faire la rencontre d’une famille de sorcières — référence au célèbre procès des Sorcières de Zugarramurdi —, bien décidées à user de leurs pouvoirs maléfiques pour se venger des hommes…

## Fiche technique
- Titre original : Las brujas de Zugarramurdi
- Titre international : Witching and Bitching
- Titre français : Les Sorcières de Zugarramurdi
- Réalisation : Álex de la Iglesia
- Scénario : Jorge Guerricaechevarría et Álex de la Iglesia
- Direction artistique : José Luis Arrizabalaga et Biaffra
- Costumes : Paco Delgado
- Photographie : Kiko de la Rica
- Montage : Pablo Blanco
- Son : Carlos Schmukler
- Musique : Joan Valent (es)
- Production : Enrique Cerezo
- Sociétés de production : Enrique Cerezo Producciones Cinematográficas ; La Ferme! Productions (coproduction)
- Sociétés de distribution : Film Factory Entertainment
- Budget : 6 000 000 d'euros[1]
- Pays d’origine :  Espagne,  France
- Langue originale : espagnol
- Format : couleur - 35 mm - 2.35:1 - Son Dolby numérique
- Genre : comédie horrifique
- Durée : 114 minutes
- Dates de sortie :
  -  Espagne : 27 septembre 2013
  -  France : 8 janvier 2014

## Distribution
- Javier Botet (VF : Jérôme Ragon) : Luismi
- Mario Casas (VF : Samuel Cahu) : Tony
- Carmen Maura (VF : Françoise Vallon) : Graciana Barrenetxea
- Hugo Silva (VF : Anatole de Bodinat) : José
- Carolina Bang (VF : Elisabeth Ventura) : Eva
- Jaime Ordonez (VF : Pierre Tessier) : Manuel
- Macarena Gómez (VF : Marie Giraudon) : Silvia
- Terele Pávez (VF : Frédérique Cantrel) : Maritxu
- Secun de la Rosa (VF : Serge Faliu) : l'inspecteur Pacheco
- Carlos Areces : Conchita
- María Barranco (VF : Marie-Madeleine Burguet-Le Doze) : Anciana Traqueotomizada
- Malena Gutiérrez (VF : Marie-Madeleine Burguet-Le Doze) : Mujer Loca
- Gabriel Delgado : Sergio
- Santiago Segura : Miren
- Carlos Areces : Conchi
- Enrique Villen : « l'inadapté social »

Version française
Studio de doublage : Mediadub International
Direction artistique : Isabelle Brannens
Adaptation :  Nelson Calderon & Pascal Strippoli
Source et légende : version française (VF) sur RS Doublage et selon le carton de doublage.

## Production

### Développement
Enrique Cerezo est producteur du film, dont le budget s'élève à 6 000 000 d'euros environ. Le scénario est écrit par le réalisateur Álex de la Iglesia avec le soutien de Jorge Guerricaechevarría. Pour construire l'histoire, ces derniers se sont inspirés des sorcières de Zugarramurdi, une mythologie basée sur l’autodafé de Logroño en 1610. En revanche, l'histoire se déroule de nos jours (années 2010).

### Tournage
Le tournage débute le 1er octobre 2012 sur place, à Zugarramurdi en Navarre, pendant deux semaines avant de se déplacer à Madrid pour « sept semaines de plus ».

## Distinctions
- Goyas 2014 :
  - Meilleure actrice dans un second rôle pour Terele Pávez
  - Meilleure direction artistique
  - Meilleurs costumes
  - Meilleurs maquillages et coiffures
  - Meilleur montage
  - Meilleur son
  - Meilleurs effets visuels
  - Meilleure direction de production